# 벤젠

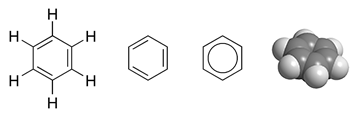
벤젠의 구조

벤젠(영어: benzene) 또는 벤졸(benzol)은 휘발성 액체 탄화수소로 콜타르를 증류, 정제하여 만든다. 6개의 탄소 원자가 동일 평면에 있는 평면 정육각형의 고리구조를 가졌으며 가장 기본적인 방향족 탄화수소 물질이고 대표적인 아눌렌(6-아눌렌)이다. 무색이고 가연성이 있으며, 발암 물질로도 알려져 있다. 비등점은 섭씨 80.1도이고 화학식은 C6H6이다. 가끔 페닐기에 수소가 붙어 있다는 의미로 Ph-H로 표기되기도 한다. 상대적으로 높은 끓는점을 가진 것으로 알려져 있으며 달콤한 냄새를 가진 것이 특징이다. 발암성 때문에 가솔린에의 첨가는 제한되었지만 화학 공정에서 중요한 용매로 사용되며, 약품, 플라스틱, 인조 고무, 염료, 향료, 폭약 등의 원료로 쓰인다. 벤젠은 원유의 성분이며, 석유에 존재하는 다른 물질들을 통해서 합성할 수도 있다.
벤젠을 구성하는 6개의 탄소 원자는 서로 공유결합을 이루며, 6개의 탄소 원자 끝에 각각 1개의 수소 원자가 공유결합을 이루고 있다. 탄소 원자 간의 결합은 단일결합도, 이중결합도 아닌 중간적 성질을 가지며, 탄소원자 사이의 결합길이는 0.139nm로 모두 같다. 공명 구조를 이루고 있어 화학적으로 매우 안정하다. 벤젠은 무극성 분자이다.

## 역사

### 발견
'Benzene'이라는 단어는 15세기부터 유럽의 약제사들과 향수 제조사들에게 동남아시아에서 생산된다고 알려졌던 향기나는 수지(樹脂) 'gum benzoin'에서 유래됐다. 'benzoin'이라는 말은 '자바 섬의 유향'이라는 뜻의 'luban jawi'가 전와된 것이다. benzoin으로부터 산성 물질이 승화를 통해 분리되었고, 이를 'flower of benzoin' 혹은 벤조산이라고 이름붙였다. 벤조산으로부터 분리된 탄화수소는 이리하여 '벤진(benzin)', '벤졸(benzol)' 혹은 '벤젠(benzene)'이라는 이름을 갖게 되었다.

## 벤젠의 구조

다양한 벤젠의 표현

제안된 벤젠의 구조: 왼쪽부터, 클라우스 (1867), 듀어 (1867), 라덴버그 (1869), 암스트롱 (1887), 디엘레 (1899) 그리고 케쿨레 (1865). 듀어 벤젠은 벤젠의 이성질체이다. 그리고 디엘레와 케쿨레의 구조가 아직도 사용되고 있다.

평면 정육각형구조를 이루고 있다. 결합길이는 여섯개로 모두 같고, 단일결합과 이중결합의 중간 정도의 길이이다. 공명 구조를 이루고 있기 때문에, 매우 불안정하여 공명 구조가 유지되지 않는 첨가반응보다는 공명구조가 유지되는 치환반응을 잘한다.

## 공명 구조
벤젠(C6H6)에 있어 탄소원자간의 결합길이가 단일결합은 0.154 nm, 이중결합은 0.134nm이나, 벤젠은 모두 0.140 nm 로 측정되고 있어, 흔히 알고 있는 6각형의 단일결합과 이중결합의 구조가 제대로 설명하고 있지 못한다. 따라서 단일결합과 이중결합의 중간인 1.53결합, 즉 공명 구조를 이루고 있는 것으로 알려져있고, 공명 구조를 가지는 경우 그렇지 않은 분자들에 비해 에너지가 낮아 안정한 구조이다.
벤젠의 구조를 표현하는 유니코드도 존재한다. [6]-아눌린 으로써의 유니코드는 U+232C (⌬) 공명구조는 U+23E3 (⏣)이다.

## 화학 반응

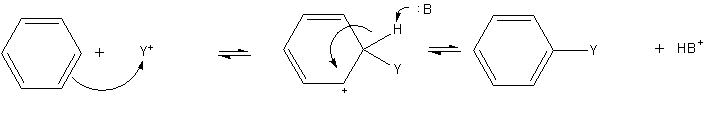

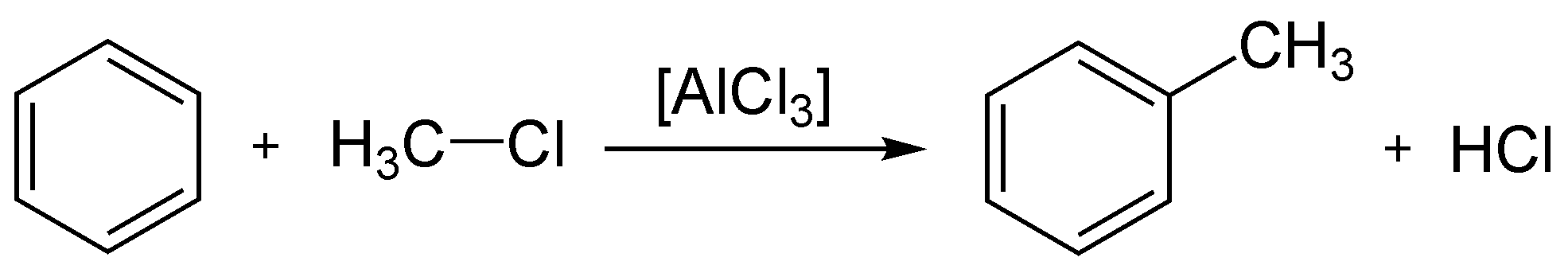

- 클라우스 벤젠

## 같이 보기
- 휘켈 규칙